# Moto Guzzi Magnum
De Moto Guzzi Magnum was een minibike van het merk Moto Guzzi die in 1976 op de markt kwam.
Na de samenvoeging van Moto Guzzi en Benelli onder de vlag van Alejandro de Tomaso werden een aantal modellen gezamenlijk ontwikkeld. Een daarvan was de Magnum. Dit was een klein bromfietsje dat niet erg praktisch was maar juist bedoeld was als "fun bike" voor vrijetijdsbesteding.

## Technische gegevens
| Moto Guzzi             | Magnum                                 |
| ---------------------- | -------------------------------------- |
| Periode                | 1976-1979                              |
| Categorie              | minibike                               |
| Motortype              | tweetaktmotor                          |
| Bouwwijze              | dwarsgeplaatste staande eencilinder    |
| Cilinder               | aluminium                              |
| Cilinderkop            | aluminium                              |
| Carburateur            | Dell'Orto SHA 14.9                     |
| Ontsteking             | vliegwielmagneet                       |
| Boring                 | 40 mm                                  |
| Slag                   | 39 mm                                  |
| Cilinderinhoud         | 49 cc                                  |
| Smeersysteem           | mengsmering 20:1                       |
| Compressieverhouding   | 8,2:1                                  |
| Max. vermogen          | 1,2 pk bij 5.400 tpm,                  |
| Topsnelheid            | 39,6 km/h                              |
| Primaire aandrijving   | tandwielen                             |
| Koppeling              | meervoudige natte platenkoppeling      |
| Versnellingen          | 5 voetgeschakeld                       |
| Secundaire aandrijving | ketting                                |
| Frame                  | ruggengraatframe                       |
| Wielbasis              | 1040 mm                                |
| Vering vóór            | telescoopvork                          |
| Vering achter          | swingarm met hydraulische schokdempers |
| Banden                 | voor en achter 4,00 x 10"              |
| Rem(men)               | trommelremmen                          |
| Gewicht                | 58 kg                                  |
| Tankinhoud             | 3 liter                                |